# Arichanna ochrivena
Arichanna ochrivena är en fjärilsart som beskrevs av Alfred Ernest Wileman 1915. Arichanna ochrivena ingår i släktet Arichanna och familjen mätare. Inga underarter finns listade i Catalogue of Life.

## Bildgalleri

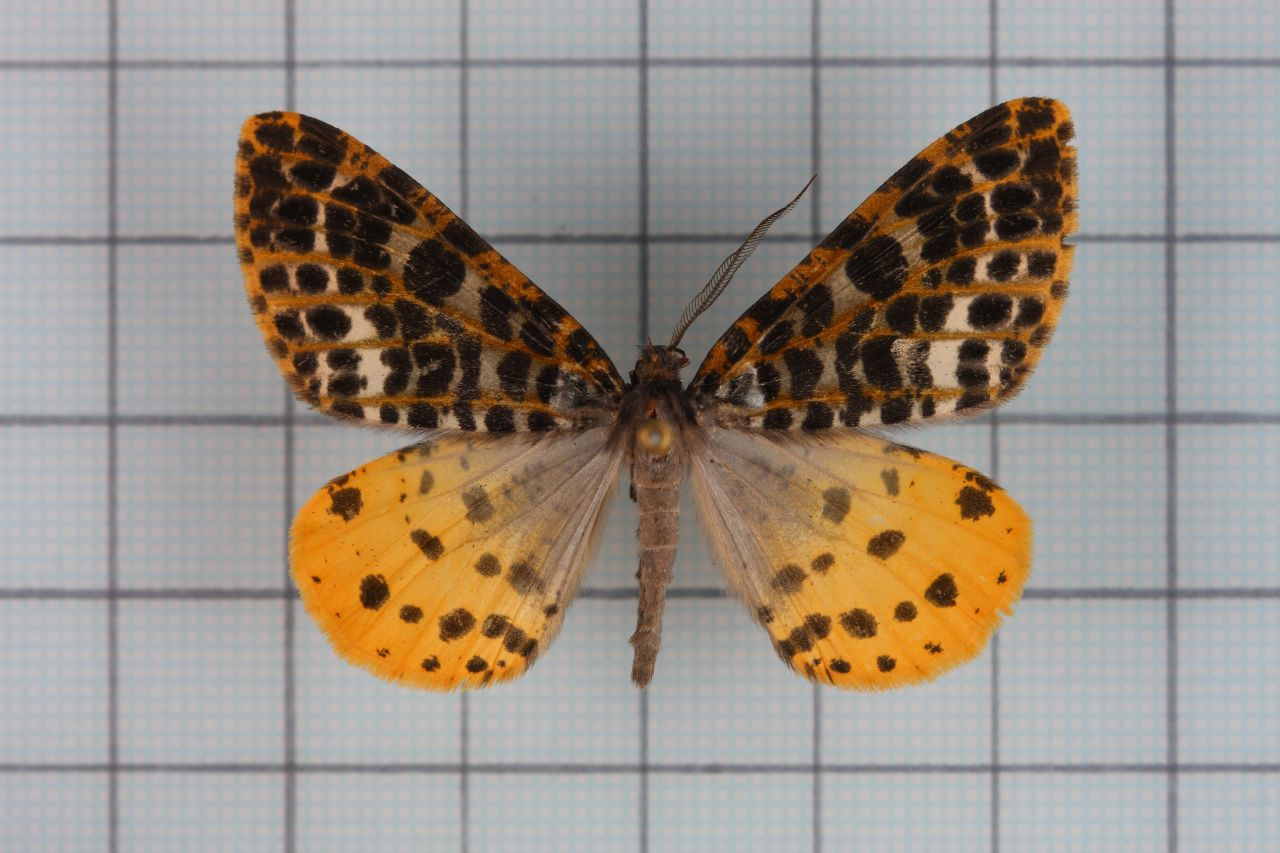
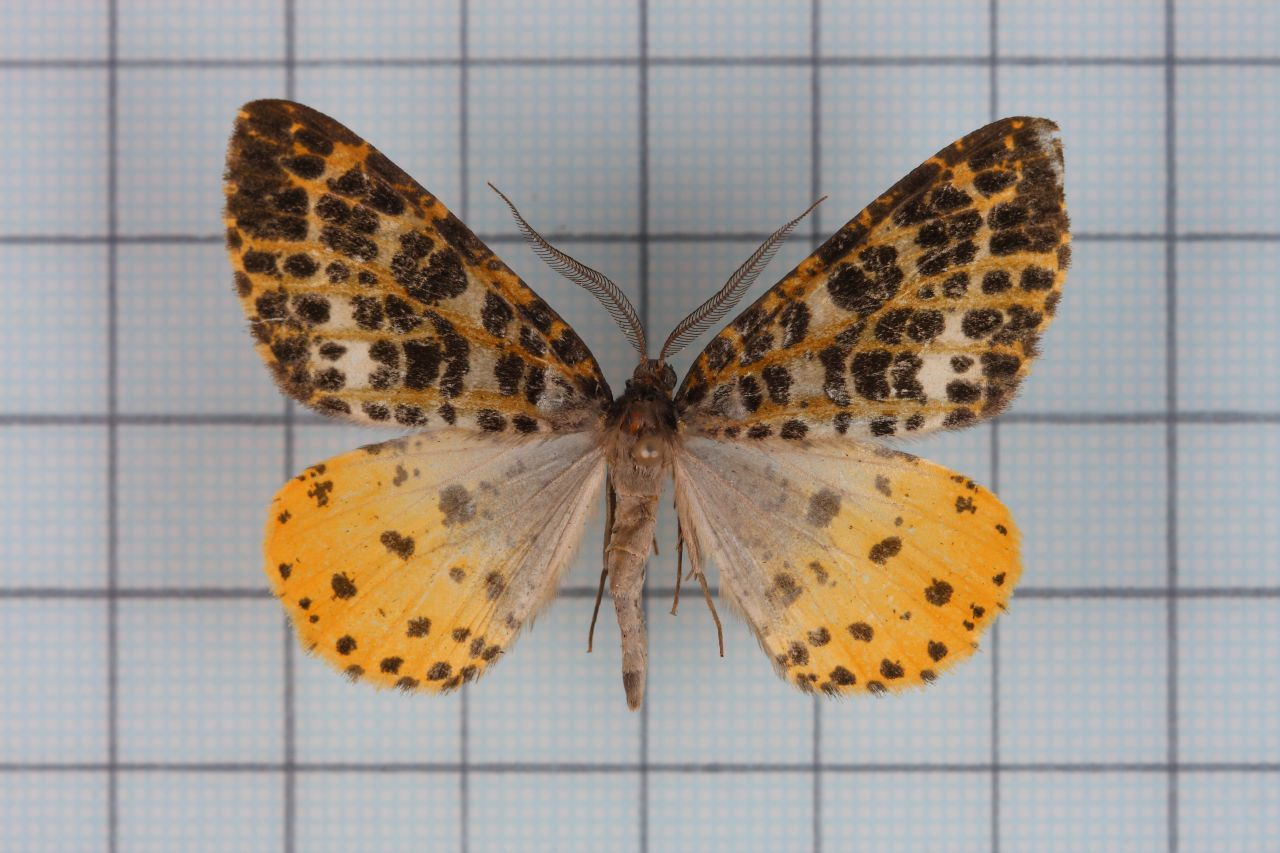
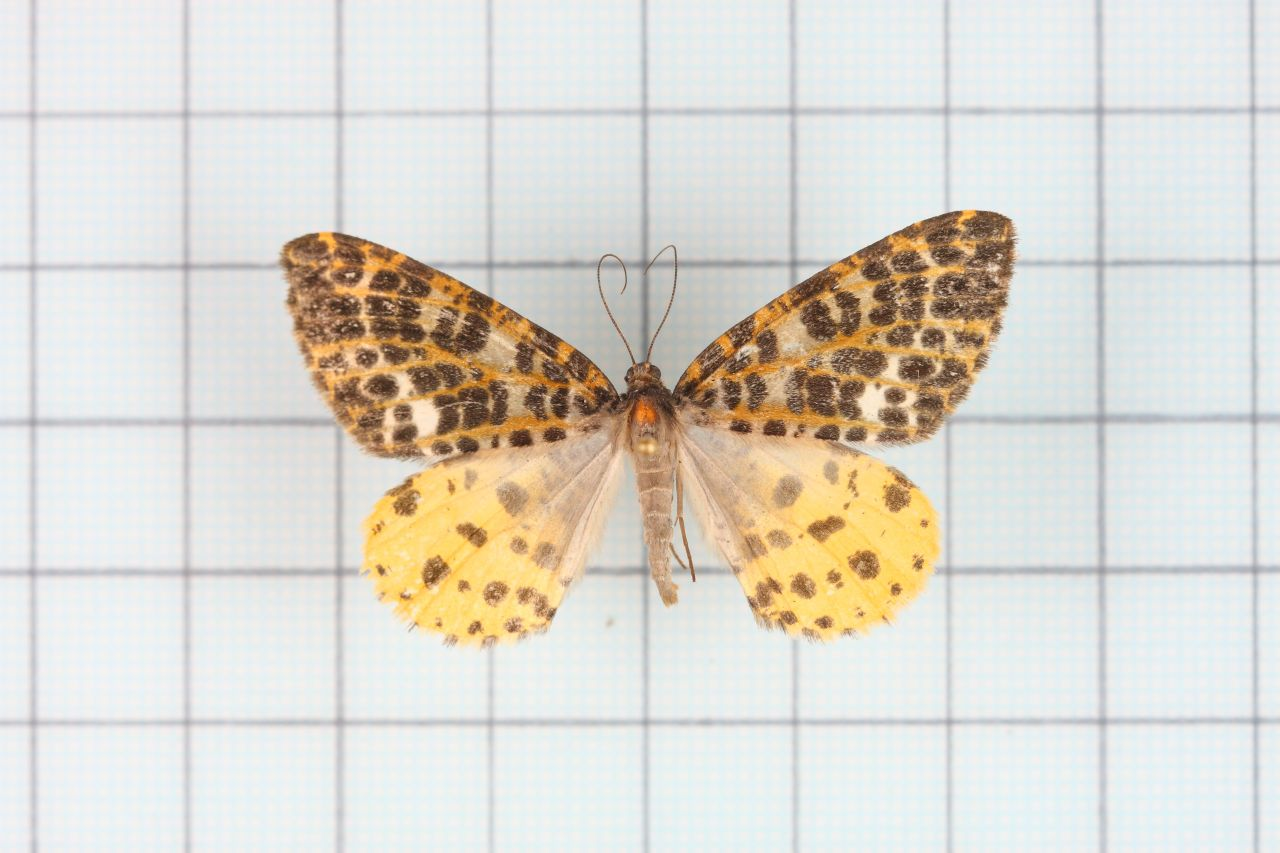
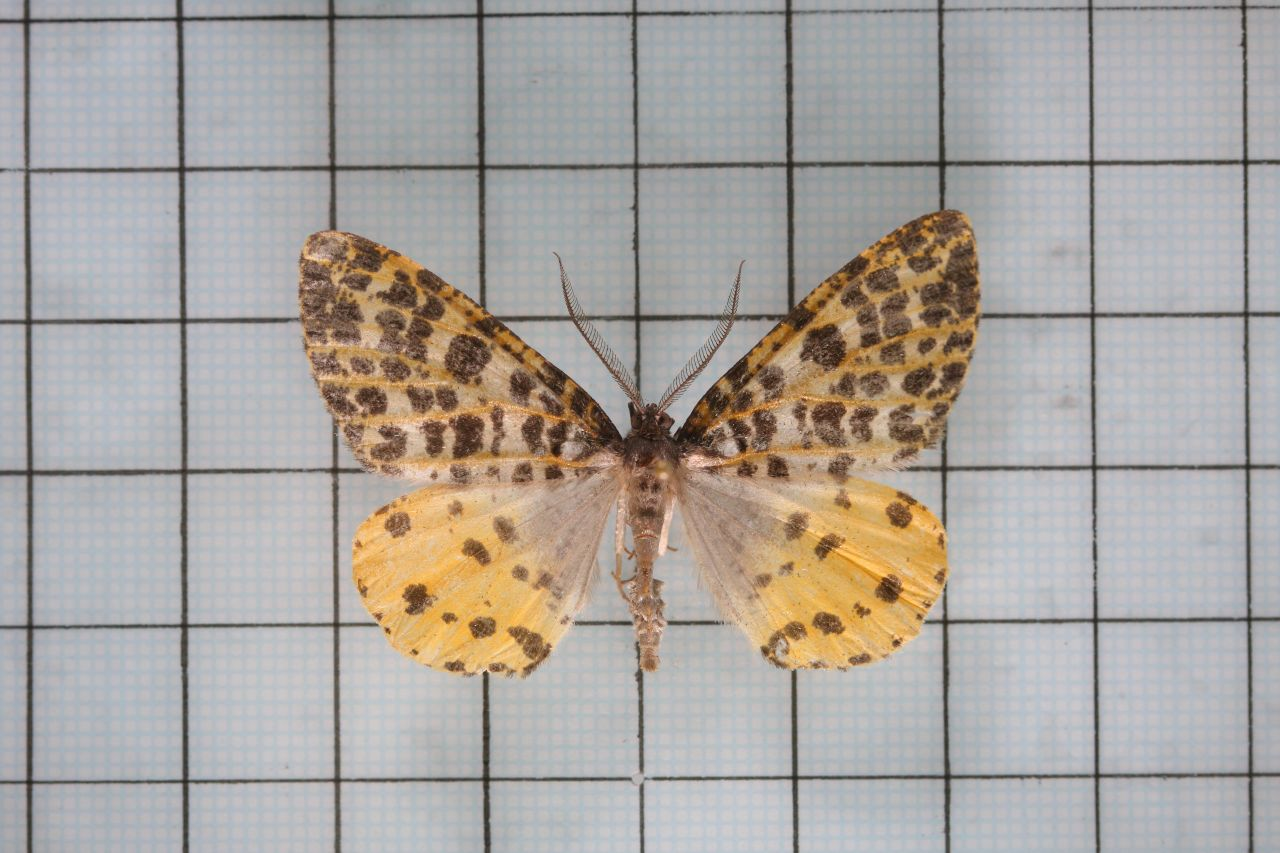